# First Arena
 (août 2023).
Si vous disposez d'ouvrages ou d'articles de référence ou si vous connaissez des sites web de qualité traitant du thème abordé ici, merci de compléter l'article en donnant les références utiles à sa vérifiabilité et en les liant à la section « Notes et références ».
La First Arena, nommée précédemment « Coach USA Center » est une salle omnisports située à Elmira, dans l'État de New York aux États-Unis.

## Configuration
En configuration aréna, sa capacité est de 3 784 places. Elle accueille également d'autres événements comme des concerts.

## Équipes résidentes
Depuis 2009, la salle est le domicile des Jackals d'Elmira, équipe de hockey sur glace qui évolue en ECHL.